# Lamarche
För andra betydelser, se Lamarche (olika betydelser).
Lamarche är en kommun i departementet Vosges i regionen Grand Est (tidigare regionen Lorraine) i nordöstra Frankrike. Kommunen ligger i kantonen Lamarche som tillhör arrondissementet Neufchâteau. År 2022 hade Lamarche 814 invånare.

## Befolkningsutveckling
Antalet invånare i kommunen Lamarche
| Referens: INSEE |